# Gafarró becgròs septentrional
El gafarró becgròs septentrional (Crithagra donaldsoni) és un ocell de la família dels fringíl·lids (Fringillidae).

## Hàbitat i distribució
Habita sabana del sud i est d'Etiòpia, Somàlia i centre, nord i nord-est de Kenya i Tanzània.